# Eating Out 2: Ten drugi raz
Eating Out 2: Ten drugi raz (tytuł oryg. Eating Out 2: Sloppy Seconds) – amerykańska komedia filmowa w reżyserii Phillipa J. Bartella z 2006 roku; dziś obraz kultowy w środowisku osób LGBT.
Twórcy reklamowali projekt jako „pierwszy amerykański gejowski sequel”, film, kontynuujący wątek przedstawiony w prequelu Eating Out (2004), porusza bowiem tematykę homo- i biseksualną.

## Zarys fabuły
Kyle zrywa ze swoim chłopakiem Markiem. Wraz z przyjaciółkami, Tiffani i Gwen, zauraczają się nowo poznanym Troyem, przystojnym chłopakiem, który zajmuje się modelingiem do aktów podczas ich zajęć ze sztuki. Troy zaprzyjaźnia się z nimi i zwierza im się, że sypia zarówno z kobietami, jak i mężczyznami, lecz brak w nim gejowskiego poczucia. Trio obmyśla plan, w którym Kyle udaje eks-geja spotykającego się z Tiffani, by zbliżyć się do nieprzystępnego Troya.

## Fabuła
Akcja filmu rozpoczyna się w domowym zaciszu, gdzie spotykają się dwaj młodzi mężczyźni. Jeden z nich z powodzeniem uwodzi drugiego, mimo iż ten zapewnia, że jest heteroseksualny. Szybko okazuje się, że scena jest elementem fantazji erotycznej Gwen, którą seksualnie pobudzają jedynie geje. Uwagę dziewczyny od ekscentrycznych wyobrażeń odwraca jej chłopak. Obydwoje wszczynają kłótnię, a Gwen, dochodząc do wniosku, że związek z osobą niehomoseksualną jej nie sprzyja, zrywa z partnerem.
W tym samym czasie kryzys przechodzi również związek Kyle'a i Marka. Kyle porzuca ukochanego, ponieważ ten znaczną część czasu poświęca na flirtowanie z mężczyznami atrakcyjniejszymi od swojego chłopaka. Wkrótce potem Kyle i Gwen spotykają się ze swoją przyjaciółką Tiffani na terenie kampusu uniwersyteckiego. W trakcie zajęć ze sztuki poznają Troya, modela pozującego im do aktu. Pochodzący ze wsi Troy w stanie Illinois chłopak jest przystojny, muskularny i czarujący, natychmiast interesuje więc swoją osobą całą trójkę. Po zajęciach bohaterowie zaprzyjaźniają się z Troyem. Gdy okazuje się, że sypia on z przedstawicielami obu płci, Gwen przedstawia Kyle'a jako chłopaka Tiffani. Jej planem jest zbliżenie się do Troya, który nie czuje się swobodnie ze swoją seksualnością. W tym celu Troy i domniemanie „nawrócony” z geja na mężczyznę heteroseksualnego Kyle zostają wysłani przez ekscentryczkę na spotkanie osób walczących ze skłonnościami homoseksualnymi, które ma służyć za miejsce ich pierwszej randki.
Na spotkaniu, szyldowanym jako „Homo-No-More” (ang. dosł. Homo-Nigdy-Więcej), Troy i Kyle zapoznają się z młodymi, zagubionymi ludźmi borykającymi się z odmiennymi preferencjami. Przewodzi im obłudny Jacob Buchanan. Spotkanie obfituje w zaskakującą przemowę Kyle'a na temat swojego pożycia seksualnego z Gwen, znacznie zbliża do siebie Troya i Kyle'a. Następnie Troy poznaje Marka przed zajęciami ze sztuki. Markowi sukcesywnie udaje się poderwać nowego znajomego i wieczorem spotykają się oni w mieszkaniu pierwszego. Tam zaskakuje ich Gwen, która aranżuje homoerotyczną sesję zdjęciową. Podniecona przebiegiem fotosesji dziewczyna odchodzi do swojego pokoju, w tym czasie Mark i Troy przymierzają się do odbycia stosunku. Ten zostaje uniemożliwiony z powodu uczuć, jakimi Mark nadal darzy Kyle'a. Jeszcze tego samego wieczoru Troy dowiaduje się o niecnym planie uknutym przez Gwen.
Chcąc odegrać się na pomysłodawcach żenującego spisku, Troy odwiedza Kyle'a i Tiffani. Aranżuje pomiędzy sobą a nimi triolistyczny kontakt i żąda, by Kyle odbył z Tiffani stosunek oralny, stymulując jej łechtaczkę. Intryganci postanawiają wykonać niekomfortowe polecenie, przełamując własne bariery zniechęcenia. Przed domem zjawiają się Marc i Gwen, którzy obserwują sytuację przez jedno z okien. Nakrywa ich Troy, by następnie zbesztać całą czwórkę i nazwać ich „oszalałymi na punkcie seksu”. Gdy emocje opadają, Troy identyfikuje się jako osoba biseksualna.
Następnie grupa postanawia wyoutować Jacoba jako geja. Idealna okazja ma miejsce podczas spotkania stowarzyszenia, które założył Jacob, z jego matką i bliską rodziną. Octavio, członek stowarzyszenia, zaciąga Jacoba do publicznej ubikacji, gdzie odbywa z nim stosunek analny. Toi toi zostaje dyskretnie przetransportowany do sali, w której odbywa się spotkanie z cyklu „Homo-No-More”, a dumna matka hamującego zapędy homoseksualne Jacoba, ku własnemu przerażeniu, nakrywa syna na uprawianiu seksu z mężczyzną.
Podobnie, jak prequel, tak i kontynuacja kończy się happy endem: niemający już kłopotów z określeniem siebie, biseksualny Troy zaczyna spotykać się z Tiffani, Marc powraca do Kyle'a, który wybacza mu zaniedbywanie siebie jako partnera, Gwen zaś, chcąc otworzyć się na nowe doświadczenia, umawia się z eks-członkinią stowarzyszenia Jacoba.

## Obsada
- Jim Verraros − Kyle
- Emily Brooke Hands − Gwen Anderson
- Rebekah Kochan − Tiffani von der Sloot
- Brett Chukerman − Marc Everhard
- Marco Dapper − Troy
- Scott Vickaryous − Jacob Buchanan
- Mink Stole − Helen, matka Kyle'a
- Adrian Quinonez − Octavio
- Jessie Gold − Violet Müfdaver
- Joseph Morales − Derek
- Sarah Lilly − Linda Buchanan, matka Jacoba
- Larry Laboe − Roy
- Andrew Ley − Shane
- Nicholas James − surfer
- Todd Mitchell − Eric

## Realizacja i wydanie filmu
Film kręcony był w Los Angeles w stanie Kalifornia, pomimo akcji toczonej w Arizonie. Role z pierwowzoru, Eating Out, powtórzyli trzej główni aktorzy: Emily Brooke Hands, Rebekah Kochan i Jim Verraros. Ryan Carnes, który w części pierwszej zagrał bohatera pierwszoplanowego, nie mógł wystąpić w sequelu z powodu konfliktów z realizatorami.
Swoją światową premierę projekt odnotował dnia 13 lipca 2006 roku w trakcie Los Angeles Outfest Gay and Lesbian Film Festival. Cztery i pół miesiąca później, 24 listopada, zaprezentowany został w Nowym Jorku, gdzie spotkał się z limitowaną dystrybucją kinową. W ciągu następnych lat prezentowany był w trakcie festiwali filmowych o tematyce LGBT dookoła świata (głównie w Europie), powtarzając sukces prequelu. Trafił także na rynki DVD. W Polsce 20 marca 2012 komedię wydało OutFilm.pl.
Łączne zyski z wyświetlania filmu w kinach na terenie Stanów Zjednoczonych wyniosły 37 072 dolarów.